# Homeworld 2
Homeworld 2 là trò chơi điện tử thể loại chiến lược thời gian thật do Relic Entertainment phát triển và Sierra Entertainment phát hành cho hệ máy tính cá nhân năm 2003. Đây là phiên bản nối tiếp phiên bản Homeworld vốn là trò chơi chiến lược thời gian thực đầu tiên được thực hiện trên nền tảng hoàn toàn 3D có thể xem ở bất cứ góc nào cũng như phóng to thu nhỏ tùy ý.
Bối cảnh xoay quanh cuộc di cư hồi hương vĩ đại nhằm giành lại hành tinh quê hương của chủng tộc Hiigarans với việc đóng một phi thuyền khổng lồ làm tàu mẹ, nơi chế tạo hàng loạt các phi thuyền chiến đấu cũng như khai thác các tài nguyên trong vũ trụ để có thể đủ sức chiến đấu và trở về quê hương. Nhưng tàu mẹ đã phải đối đầu với sự tấn công của các chủng tộc khác ngay từ khi vừa rời trạm đóng, dù vậy được một chủng tộc cổ xưa hơn đã giúp đỡ với việc giúp sửa chữa và nâng cấp hoàn chỉnh tàu mẹ cũng như cho một lời khuyên là để có thể đánh bại kẻ thù và bảo vệ hành tinh thì phải đánh thức một phi thuyền cổ xưa khổng lồ hơn cả tàu mẹ và cực kỳ mạnh bằng cách tìm các chìa khóa bị thất lạc trong thiên hà. Nhưng các kẻ thù của chủng tộc Hiigarans cũng đang có ý định giành lấy việc đánh thức này vì thế một cuộc chiến kịch liệt đã diễn ra trong cuộc hành trình hồi hương và bảo vệ quê hương của chủng tộc này. Trong trò chơi đối phương sẽ tấn công liên tục với tốc độ cao tạo ra các trận chiến trong không gian hoành tráng cho đến khi cạn hết tài nguyên, vì thế người chơi sẽ phải tính việc phòng thủ phản công sau cho hiệu quả và ít tốn kém tài nguyên nhất vì số tài nguyên và phi thuyền còn sót lại kể cả các phi thuyền bắt được của đối phương sẽ được chuyển sang màn chơi sau giúp giành được một phần sự chủ động trong màn đó.
Trò chơi đã nhận được các đánh giá tích cực. Gearbox Software đã lên kế hoạch làm lại trò chơi với chất lượng và đồ họa tốt hơn với tên Homeworld 2 HD dự tính sẽ phát hành vào năm 2014. Trò chơi kế tiếp trong dòng trò chơi Homeworld có tên Homeworld: Shipbreakers đang được Blackbird Interactive phát triển.

## Phát triển
Trò chơi sử dụng một ngôn ngữ lập trình độc quyền được biết với tên SCAR (SCripting At Relic) cũng như một số ngôn ngữ khác. Ngôn ngữ SCAR được tạo ra với mục đích rõ ràng theo yêu cầu mã hóa của Homeworld 2 và dùng để xử lý chủ yếu với các sự kiện trong chiến dịch chơi đơn (phóng to thu nhỏ, tạo ra tàu của đối phương, di chuyển người chơi đến màn tiếp theo...). Trong các ngôn ngữ khác được sử dụng thì trò chơi có sử dụng version 4.0 của ngôn ngữ lập trình Lua. Lua được sử dụng để quản lý các cấp của các tập tin, trí thông minh nhân tạo, cũng như xây dựng các logic chuẩn. Nhà phát triển đặt vào nhiều tùy biến trong trò chơi như ánh sáng môi trường, nền, vị trí của nơi bắt đầu, các tiểu hành tinh và nhiều thứ khác.
Nền được thiết kế một cách độc đáo và sáng tạo khi đó với công nghệ chia đa giác mới và tạo các góc cho việc phủ bề mặt theo dạng hình cầu lớn bao lấy khu vực diễn ra màn chơi.
Âm nhạc trong Homeworld 2 được soạn bởi Paul Ruskay người từng tham gia vào việc thực hiện phần trước.

## Đón nhận
Trò chơi đã nhận được các đánh giá tích cực. Game Rankings đã đánh giá trò chơi là 85,1%, MetaCritic là 83%, tại GameSpot là 87% và IGN thì đánh giá 9/10. Hình ảnh nền của trò chơi đã nhận được nhiều đánh giá tích cực từ người chơi. Cũng như được đánh giá là một trong số rất ít các trò chơi 3D chiến lược thời gian thật khi đó mà việc phóng to vào để quan sát chiến trận không làm mất thời gian vô ích.